# SN 1983I
SN 1983I – supernowa typu Ic odkryta 25 kwietnia 1983 roku w galaktyce NGC 4051. Jej maksymalna jasność wynosiła 13,70m.